# Premio Bestseller Nacional
El Premio Bestseller Nacional (Национальный бестселлер, en ruso) es un galardón anual que se da a partir de 2001 al mejor libro en prosa del periodo correspondiente escrito en Rusia. Su lema es: "¡Despertarse famoso!". 

## Jurado y premios
Creado por la fundación Bestseller Nacional, el premio, de 10 000 dólares, se otorga en mayo o junio en San Petersburgo. La citada fundación  publica 50 000 ejemplares del libro galardonado. Son tres las etapas para determinar al ganador: en la primera los nominantes —diversas personalidades de distintas esferas designadas por el Comité Organizador— proponen una obra cada uno, formando así la llamada lista larga; en la segunda, el Gran Jurado —una veintena de personas, principalmente críticos literarios de diferentes corrientes, que no se reúnen juntos ni discuten colectivamente— elige 5-6 obras, la llamada lista corta o finalistas, dando 3 puntos a uno de los libros leídos y 1 a otro (los resultados se publican indicando quién ha votado por qué obra y los puntos que les ha dado); por último, el Jurado Pequeño —formado ya no tanto por profesionales de la literatura, sino por lectores ilustrados: personalidades de la cultura, la política y los negocios— eligen al ganador. Si hay empate, el resultado lo decide con su voto el presidente honorífico del Jurado Pequeño. Los finalistas reciben una recompensa de 1000 dólares. El premio de 10 000 dólares se reparte en una proporción de 7:3 entre el escritor y quien lo nominó.

## ElSúper Bestseller
En honor a los 10 años de existencia del premio, se decidió otorgar el Súper Bestseller Nacional, llamado también Bestseller de la Década —100.000 dólares—, en 2011 a elegir entre los ganadores de los años anteriores. Un jurado encabezado por el asesor presidencial Arkadi Dvorkóvich eligió como el mejor entre los mejores al libro de Zajar Prilepin Pecado.

## Lista de galardonados
- 2001 - Leonid Yuzefóvich, El príncipe del viento (Князь ветра)
- 2002 - Alexandr Projánov, El señor Hexógeno (Господин Гексоген)
- 2003 - Garrós-Yevdokímov (seudónimo colectivo de Aleksandr Garrós y Alekséi Yevdokímov), [Rompe]cabezas (Голово[ломка])
- 2004 - Víktor Pelevin, Números (La dialéctica de fase transicional<De ningún sitio a nada>) («ДПП <NN>»)
- 2005 - Mijaíl Shishkin, El cabello de Venus (Венерин волос)
- 2006 - Dmitri Bykov, Pasternak (biografía)
- 2007 - Iliá Boiashov, El camino de Muri (Путь Мури)
- 2008 - Zajar Prilepin, Pecado (Грех)
- 2009 - Andréi Guelásimov, Los dioses de la estepa (Степные боги)
- 2010 - Eduard Kocherguin, Bautizados con cruces (Крещённые крестами)
- 2011 - Dmitri Bykov, Ostrómov o El aprendiz de brujo (Остромов, или Ученик чародея)
- 2012 - Alexandr Térejov, Alemanes (Немцы)
- 2013 - Figl-Migl, Lobos y osos (Волки и медведи)
- 2014 - Ksenia Buksha, La fábrica Libertad (Завод „Свобода)